# Estación de Fuengirola
Fuengirola es una estación de ferrocarril subterránea situada en la ciudad española de Fuengirola, en la provincia de Málaga, comunidad autónoma de Andalucía. Es cabecera de la línea C-1 de Cercanías Málaga.
Está ubicada bajo la avenida de Jesús Santos Rein. Consta de 3 niveles: uno inicial, en el que se localiza la entrada a la estación, uno intermedio donde se encuentran las máquinas distribuidoras de billetes y los tornos, y uno final en el que están el andén y las vías.

## Situación ferroviaria
Se encuentra en la línea férrea de ancho ibérico que une Málaga y Fuengirola, pk. 30,2.

## Futuro
La de Fuengirola es la estación terminal de la línea C-1, aunque está proyectada la prolongación de esta línea desde Fuengirola en lo que se conoce como el Corredor de la Costa del Sol o Tren Litoral, que soportaría alta velocidad, para así unir Málaga con Estepona, en la zona occidental de la Costa del Sol; y a través del Metro de Málaga, con la costa oriental hasta Nerja.

## Servicios ferroviarios

### Cercanías
Forma parte de la línea C-1 de Cercanías Málaga. Paran trenes con una frecuencia media de 20 minutos en cada sentido.